# Staatliche Naturwissenschaftliche Sammlungen Bayerns
Die Staatlichen Naturwissenschaftlichen Sammlungen Bayerns (SNSB) sind eine Forschungs- und Bildungsinstitution, die als Mittelbehörde dem Bayerischen Staatsministerium für Bildung und Kultus, Wissenschaft und Kunst nachgeordnet sind. Sie vereinen fünf naturkundliche Staatssammlungen, acht Schausammlungen und den Botanischen Garten München.
Neben Aufbau, Pflege und wissenschaftlicher Bearbeitung der Sammlungen, die zurzeit etwa 35 Millionen Inventareinheiten umfassen, leisten die SNSB wertvolle Forschungs- und Bildungsarbeit im Bereich der Bio- und Geowissenschaften. Die enge Verbindung von sammlungsbezogener geo- und biowissenschaftlicher, Fauna und Flora umfassender Forschung ist ein herausragendes Merkmal der SNSB.
Seit 1. Januar 2022 ist der belgische Zoologe Joris Peters Generaldirektor der Sammlungen und damit Nachfolger von Gerhard Haszprunar, der die Sammlungen 16 Jahre  als Generaldirektor geleitet hat.

## Sitz der Generaldirektion
Die Generaldirektion und Zentralverwaltung der Staatlichen Naturwissenschaftlichen Sammlungen Bayerns (SNSB) befindet sich in München-Nymphenburg, Menzinger Straße 71.

## Forschungsinstitutionen und Naturkundemuseen
Zu den Forschungsinstitutionen der SNSB gehören:
1. Staatssammlung für Anthropologie und Paläoanatomie
2. Botanische Staatssammlung München mit SNSB IT Center
3. Mineralogische Staatssammlung München (nicht öffentlich zugänglich)
4. Bayerische Staatssammlung für Paläontologie und Geologie
5. Zoologische Staatssammlung München

Folgende Museen gehören zum Verbund:
1. Museum Mensch und Natur als zentrale Ausstellungsplattform der SNSB. Es ist derzeit geplant, das Museum zu einem größeren Naturkundemuseum auszubauen.[2] Es wurde bereits ein Architektenwettbewerb durchgeführt.[3]
2. Geologisches Museum München als öffentlich zugänglicher Teil der Bayerischen Staatssammlung für Paläontologie und Geologie
3. Museum Mineralogia München als öffentlich zugänglicher Teil der Mineralogischen Staatssammlung
4. Paläontologisches Museum München als öffentlich zugänglicher Teil der Bayerischen Staatssammlung für Paläontologie und Geologie
5. Jura-Museum Eichstätt (Trägerin: Stiftung Katholische Universität Eichstätt-Ingolstadt)
6. Naturkunde-Museum Bamberg (Trägerin: Lyzeumstiftung Bamberg)
7. Rieskrater-Museum Nördlingen (Trägerin: Stadt Nördlingen)
8. Urwelt-Museum Oberfranken in Bayreuth (Trägerin: Stadt Bayreuth)

Ebenfalls Teil des Verbundes ist:
1. Botanischer Garten München-Nymphenburg (Lebend-Forschungssammlung und öffentlicher botanischer Garten mit verschiedenen Gewächshäusern und Ausstellungen)

Eine Besonderheit der Organisation der SNSB ist, dass die Leiter der Staatssammlungen meist Professoren der Ludwig-Maximilians-Universität (LMU) sind und Sammlungsdirektoren im Nebenamt. Dadurch ist eine intensive Kooperation der SNSB mit der LMU gewährleistet. Die SNSB sind Mitglied des Verbundes von naturkundlichen Museen, dem Humboldt-Ring.

## Aufgaben
Die Staatlichen Naturwissenschaftlichen Sammlungen Bayerns haben drei Aufgabenbereiche:
- Sammlungswesen: Konservierung, Erfassung, Erweiterung und Verfügbarmachung der umfangreichen Sammlungsbestände. Diese werden Wissenschaftlern aus vielen Ländern der Welt zur Verfügung gestellt, teils durch Besuche, durch Leihverkehr und zunehmend auch durch elektronisches Bereitstellen sowie Versand von Daten (z. B. Bildern von Sammlungsstücken).
- Bildungs- und Öffentlichkeitsarbeit: Verschiedene Dauer- und Sonderausstellungen vermitteln Informationen über Geo- und Biowissenschaften. Dadurch sollen die Besucher mit ihrer natürlichen Umwelt und deren Geschichte vertraut werden; ihr Verständnis für die Bedeutung der Umwelt soll geweckt und gefördert werden. Die Museen der SNSB zeigen jährlich etwa 30 Sonderausstellungen und zählen mehr als 750.000 Besucher.[5] Die Staatssammlungen sind auch durch Führungen, Bibliotheken, Fachvorträge und Lehre vielfältig im Bildungssektor wirksam. Zugleich sind sie Ratgeber in Fragen der Ökologie und geben gutachterliche Stellungnahmen ab.
- Wissenschaft und Forschung: Die Mitarbeiter der SNSB erforschen die heutige und frühere Vielfalt der lebenden Welt (Biodiversität) und der unbelebten Welt (Geodiversität). Die meisten Forschungsthemen sind mit den Sammlungen verknüpft. Viele Forschungsvorhaben können nur auf der Grundlage von Drittmitteleinwerbung und durch Studenten im Rahmen von Abschlussarbeiten realisiert werden.

## Geschichte

### Vorgeschichte
Der Bayerischen Akademie der Wissenschaften wurde schon bei ihrer Gründung im Jahr 1759 die Anlage von Sammlungen angeordnet. König Max I. Joseph reformierte 1807 die Kgl. Akademie der Wissenschaften grundlegend. Der Akademie wurden sogenannte Attribute zugeordnet, das war eine Reihe von Sammlungen und Institutionen. Wichtige Ergänzungen der Bestände waren die zoologischen, botanischen und mineralogischen Privatkabinette des Hauses Wittelsbach, die vor allem aus der sogenannten Herzoglichen Sammlung und der Kurpfälzisch-Zweibrückener Riedlschen Sammlung bestand. Die Sammlungen der Akademie sowie ihre Bibliothek waren seit 1784 in der Alten Akademie bzw. im Wilhelminum in der Neuhauser Straße (heute Fußgängerzone) untergebracht. Die Sammlungen hatten einen großen Zuwachs durch die Säkularisation von 1803 und wurden auch in der Folgezeit laufend ergänzt. Im Jahre 1811 wurde mit der Ernennung von Johann Baptist Spix zum Konservator als erste die zoologisch-zootomische Sammlung (die heutige Zoologische Staatssammlung München) ausgegliedert und als selbständige Institution der Akademie unterstellt. Bereits im Jahre 1809 wurde in der Alten Akademie ein Naturkundemuseum der Öffentlichkeit zugänglich gemacht. Dies kann als Vorgänger des Münchner Naturkundemuseums gesehen werden, das bis zu seiner Zerstörung im Zweiten Weltkrieg bestand.

### Gründung bis heute
Nachdem 1827 die Ludwig-Maximilians-Universität von Landshut nach München verlegt worden war, wurden im selben Jahr neue Statuten erlassen, die die Konservatorien („Attribute“) auch rechtlich zu selbständigen Einheiten erhoben. Die gemeinsame Unterbringung in der Alten Akademie (auch Wilhelminum genannt) sicherte einen interdisziplinären Forschungsansatz, der sich auch in einer gemeinsamen Schausammlung äußerte. Die naturwissenschaftlichen Sammlungen der Universität wurden mit den Sammlungen der Akademie vereinigt. Die naturwissenschaftlichen Sammlungen wurden einem Generalkonservator unterstellt, der vom König selbst ernannt wurde und von Akademie und Universität nominell unabhängig war. Der erste Generalkonservator war Schelling. Die Neuorganisation von 1827 gilt als Gründung der SNSB.

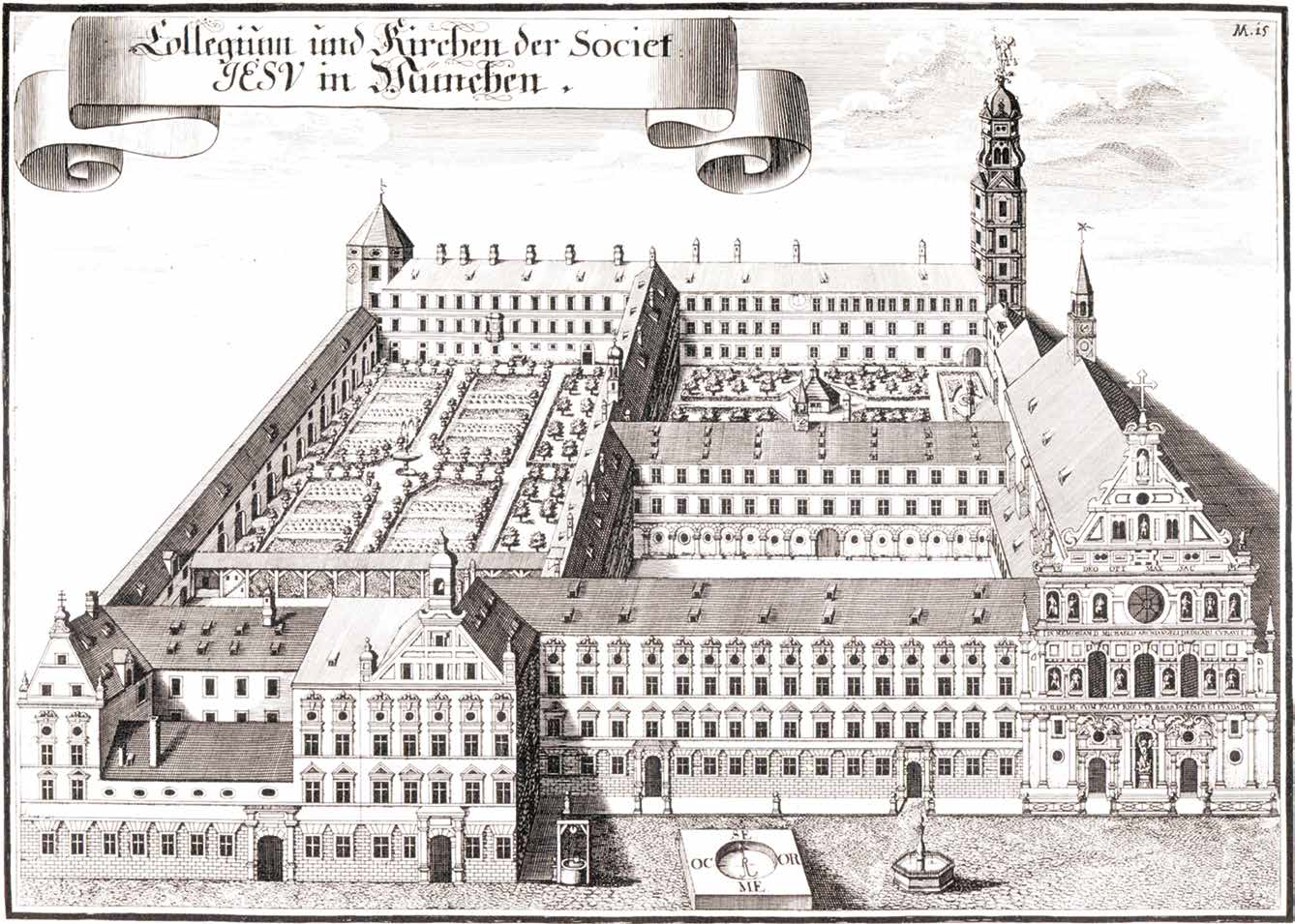
Das Jesuitenkolleg (Wilhelminum) um 1700 nach Michael Wening

Das Ende der Monarchie in Bayern 1918 brachte für die naturwissenschaftlichen Staatssammlungen wenig Änderung. Im Gegensatz zu den meisten Ländern, wo die selbständigen Sammlungen, die aus den Privatkabinetten der regierenden Häuser entstanden, sowie die noch vorhandenen Privatkabinette mit den Sammlungen der jeweiligen Universitäten verschmolzen wurden, blieb es in Bayern beim Status quo. Die königlichen Sammlungen wurden gemäß neuer Terminologie zu den Staatssammlungen. Allerdings erlosch der Fonds zur naturwissenschaftlichen Erforschung des Königreiches, den König Maximilian II. bei seiner Thronbesteigung 1848 eingerichtet hatte, durch die Inflation während der Weltwirtschaftskrise vollständig.
Ab 1927 erfolgte die Trennung der Verwaltung der Staatssammlungen von der bayerischen Akademie der Wissenschaften. Die SNSB erhielten einen Generaldirektor und wurden als Mittelbehörde direkt einem Staatsministerium unterstellt. Nach einigen Umstrukturierungen und Ausgliederungen tragen die SNSB seit 1969 die Bezeichnung Generaldirektion der Staatlichen Naturwissenschaftlichen Sammlungen Bayerns als offiziellen Behördennamen.
Im Zweiten Weltkrieg wurden trotz Auslagerungsverbotes, wodurch der Zugang der Sammlung durch die Bevölkerung erhalten werden sollte, im Sommer 1943 die Sammlungsbestände und die Bibliothek zum größten Teil ausgelagert. Beim alliierten Bombenangriff 1944 auf die Münchner Altstadt wurde auch die Alte Akademie schwer getroffen. Trotz des selbstlosen Einsatzes der Mitarbeiter ging die Schausammlung verloren. Nach Kriegsende zogen die Staatssammlungen aus der zerstörten Akademie aus und bezogen ihre über das Stadtgebiet verstreut liegenden provisorischen Unterbringungen, die sie zum Teil bis heute haben.
Der Wunsch nach einer neuen gemeinsamen Heimat mit einem gemeinsamen Museum erwachte daher bald. Der Plan der 1950er und 1960er Jahre, in die Türkenkaserne in der Maxvorstadt einzuziehen, ließ sich nicht verwirklichen. Auch kam das Naturkundemuseum über ein Planungsstadium zuerst nicht hinaus.
1967 wurde als neue Mittelbehörde die Generaldirektion der Staatlichen Naturwissenschaftlichen Sammlungen Bayerns gegründet. Das Ziel war vor allem, ein Naturkundemuseum für München zu errichten. Die Planungen für das Naturkundliche Bildungszentrum konnten bis zu einem Architektenwettbewerb für einen Neubau im sogenannten Ackermannbogen des südlichen Oberwiesenfeldes vorangetrieben werden; die angespannte Haushaltslage ließ einen Neubau jedoch nicht zu. Das Museum wurde dann unter dem Namen Museum Mensch und Natur 1990 in einem Provisorium im Nordflügel des Schlosses Nymphenburg eröffnet. Eine nennenswerte Erweiterung ist zurzeit in Planung (NaMu: Naturkundemuseum Bayern).
Als letzte Institution übernahm die Generaldirektion der Staatlichen Naturwissenschaftlichen Sammlungen Bayerns 1997 die Betreuung des Urwelt-Museums in Bayreuth.
Die Staatliche Naturwissenschaftliche Sammlung Bayerns ist seit dem 24. September 2009 Gründungsmitglied des Humboldt-Rings.

## Kuriosa
- Die Generaldirektion der Staatlichen Naturwissenschaftlichen Sammlungen Bayerns ist die kleinste Mittelbehörde des Freistaates Bayern, besitzt aber den längsten Namen.